# La revista dislocada
La revista dislocada fue un exitoso programa argentino de radio y televisión, que se emitió, bajo distintos horarios, formatos y canales, entre los años 1952 y 1973.

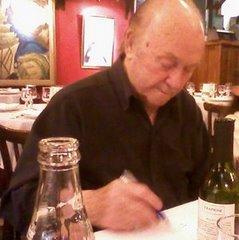
El escritor Délfor Dicásolo (1920-2013), creador emblema del programa.

## Inicio: de la radio a la televisión
El programa, de tinte humorístico, debutó en Radio Argentina en 1952 y su día y horario inicial era el domingo, entre las 12.30 y las 13.30. Posteriormente, pasó a Radio Splendid y en 1959 se trasladó a Canal 7. Más tarde, se emitió por el Canal 13, emisora en la que permaneció hasta 1973 cuando fue prohibido bajo la dictadura de Alejandro Lanusse.

## Creación
El creador del ciclo fue Délfor Dicásolo (1920-2013), con libretos del autor Aldo Cammarota y, secundariamente, del propio Délfor, bajo su seudónimo de Armando Libreto. Éste también ha sido un destacado dibujante y actor. Como intérprete, participó en las películas Imitaciones peligrosas (1949), Disloque en Mar del Plata (1962), Disloque en el presidio (1965), Los caballeros de la cama redonda (1973) y Amigos para la aventura (1978).

## Elenco
El programa es considerado un auténtico semillero de estrellas que luego tendrían importantes trayectorias en el mundo del espectáculo argentino. Participaron del ciclo, entre otros, Alberto Locati, Héctor Ferreira, Iván Grey, Carlos Serafino, Mario Durán, Mario Sapag, Mario Sánchez, Beto Cabrera, Jorge Marchesini, Eduardo Almirón, Atilio Pozzobón, Juan Carlos Calabró, Anita Almada, Nelly Beltrán, Carlos Balá, Jorge Porcel, Raúl Rossi, Tristán, Vicente La Russa, Isabel Lainer, Ántonio Luzzi, Alberto Silva, Mariel Comber, Calígula, Mengueche, Cacho Grimaldi, Belinda, etc. La locución estaba a cargo de Cacho Fontana y Rina Morán.

## Orquesta
La orquesta del programa fue dirigida por Santos Lipesker y entre sus integrantes figuraban Lalo Schifrin, Horacio Malvicino, Roberto Grela y los hermanos Marafiotti. El maestro Ernesto Catalán estaba a cargo del sonido y efectos especiales.
A modo de un dato anecdótico, un joven Pedro Domingo Suero debutó como cantante en la orquesta de Lipesker, sin embargo, con el correr del tiempo, desarrollaría su veta vocal-cómica en el programa. Uno de sus primeros personajes era un locutor correntino que relataba carreras de yacarés, el cual serviría de base años más tarde para dar vida al Comisario de Las Aventuras de Hijitus.

## Antiperonismo y la palabra «gorila»
El programa se recuerda entre los argentinos por haber popularizado la palabra «gorila», término informal con el que se aludía, por aquella época, a todas las personas que se consideraban antiperonistas.

[Ocurrió] El verano de 1955, medio año antes del derrocamiento del gobierno peronista, cuando un grupo de servicios opositor al entonces presidente Juan Perón debía identificarse con otro a través de mensajes cifrados, con el objeto de evitar que se descubriera el fin golpista. Y no tuvieron mejor idea que recurrir a la palabra «gorila».
Cristian Vitale (periodista)

Délfor Amaranto Dicásolo recurrió a la palabra en su programa radial tomándola de "Mogambo", una película de John Ford con Clark Gable y Ava Gardner; el sketch en el que se pronunciaba la palabra comenzaba así:
-Lorenzo: "la situación era crítica!"
-Nativo con voz pusilánime imitando a Rafael Buono: "jefe, jefe, istamos pirdidos!"
Nativo de voz grave: "deben sé lo gorila, deben sé"
-Délfor: "Lorenzo!!!"
-Lorenzo: "si, Lorenzo, el explorador del casco repujado y el mirar profundo!"
La frase se transformó por entonces en un dicho enormemente popular: no solo provocó la aparición de una canción que vendió 60 000 copias en una semana, sino que dejó grabada una de las palabras con más peso simbólico de la historia política argentina.